# أمير حامد
أمير حامد (بالإسبانية: Amir Hamed)‏ هو مترجم وصحفي وكاتب أوروغواياني، ولد في 11 مايو 1962 في مونتفيدو في الأوروغواي، وتوفي بنفس المكان في 20 نوفمبر 2017.